# فرودگاه صحرایی لاپینلاهتی
فرودگاه صحرایی لاپینلاهتی (به انگلیسی: Lapinlahti Airfield) (به زبان بومی: Lapinlahden lentokenttä) یک فرودگاه همگانی است که یک باند فرود چمن دارد و طول باند آن ۳۴۰ متر است. این فرودگاه در کشور فنلاند قرار دارد و در ارتفاع ۱۰۰ متری از سطح دریا واقع شده است.